# Marsha Blackburn
Marsha Blackburn, född 6 juni 1952 i Laurel, Mississippi, är en amerikansk affärskvinna och republikansk politiker. Hon är ledamot av USA:s senat från Tennessee sedan januari 2019. Hon var ledamot av USA:s representanthus 2003–2019, vald för Tennessees sjunde distrikt.
Blackburn gick i skola i Northeast Jones High School i Laurel. Hon avlade 1973 sin kandidatexamen vid Mississippi State University. Hon flyttade sedan till Williamson County, Tennessee. Hon utmanade sittande kongressledamoten Bart Gordon i kongressvalet 1992 men förlorade valet med 41% mot 57% för Gordon. Hon var ledamot av delstatens senat 1998–2002.
Kongressledamoten Ed Bryant kandiderade utan framgång i republikanernas primärval inför senatsvalet 2002. Blackburn besegrade demokraten Tim Barron i kongressvalet och efterträdde Bryant i representanthuset i januari 2003.

## Senatsvalet i Tennessee 2018
I oktober 2017 meddelade Blackburn att hon skulle ställa upp i senatsvalet år 2018 i Tennessee.
Vid republikanska primärvalet den 2 augusti fick Blackburn 84,48 procent av rösterna. Hon fick officiellt den republikanska nomineringen.
Under kampanjen, lovade Blackburn att stödja president Trumps agenda och antydde att hennes motståndare, Bredesen, inte skulle göra det. Hon sa: "Tror du att Phil Bredesen skulle rösta med "den gråtande Chuck Schumer" eller skulle han rösta med vår president när det gäller att stödja våra trupper och stödja våra veteraner?"
Den 6 november 2018, besegrade Blackburn före detta guvernören Phil Bredesen. Hon blev den första kvinnan som valdes till den amerikanska senaten från Tennessee.

## Politiska positioner
Blackburn är en Tea Party republikan. Hon har beskrivits som starkt konservativ och hon beskriver sig själv som en hard-core, card-carrying Tennessee conservative, dvs hängiven, äkta och konservativ.
Blackburn motsätter sig abort och har varit en stark motståndare till Roe v. Wade 
I oktober 2023 uttryckte Blackburn sitt stöd för Israel under kriget mellan Israel och Hamas
Blackburn har längre varit en stark supporter av Donald Trump. Blackburn stödde också bland annat Trumps beslut från 2017 om införandet av ett tillfälligt rese- och invandringsförbud för medborgare i sju länder med muslimsk majoritet.  Hon stödde också Trumps plan att bygga en mur mot Mexiko. Den 2 januari 2021 tillkännagav hon och 10 andra republikanska senatorer att de skulle rösta för att motsätta sig certifiering av resultatet av presidentvalet. Efter stormningen av Kapitolium röstade hon dock för att bekräfta valresultatet.

## Privatliv
Marsha och hennes man Chuck bor i Williamson County, Tennessee. De har två barn, Mary Morgan (Paul) Ketchel och Chad (Hillary) Blackburn, och tre barnbarn.